# Terry Tarpey
Terry Tarpey III (Poissy, 2 marzo 1994) è un cestista francese con cittadinanza statunitense.

## Statistiche

### College
| Anno      | Squadra            | PG  | PT | MP   | TC%  | 3P%  | TL%  | RP  | AP  | PRP | SP  | PP   |
| --------- | ------------------ | --- | -- | ---- | ---- | ---- | ---- | --- | --- | --- | --- | ---- |
| 2012-2013 | Will. & Mary Tribe | 30  | 3  | 14,8 | 34,6 | 17,4 | 63,6 | 3,7 | 1,2 | 0,5 | 0,5 | 2,7  |
| 2013-2014 | Will. & Mary Tribe | 32  | 31 | 24,8 | 54,0 | 25,0 | 62,7 | 6,1 | 1,8 | 1,1 | 0,8 | 5,4  |
| 2014-2015 | Will. & Mary Tribe | 32  | 32 | 31,3 | 53,0 | 34,3 | 82,4 | 8,4 | 3,2 | 1,8 | 1,3 | 11,8 |
| 2015-2016 | Will. & Mary Tribe | 30  | 30 | 30,2 | 48,9 | 25,8 | 78,9 | 7,8 | 2,5 | 2,1 | 1,3 | 10,4 |
| Carriera  | Carriera           | 124 | 96 | 25,3 | 49,6 | 28,1 | 74,5 | 6,5 | 2,2 | 1,4 | 1,0 | 7,6  |

### Eurolega
| Anno      | Squadra  | PG | PT | MP   | TC%  | 3P%  | TL%  | RP  | AP  | PRP | SP  | PP  |
| --------- | -------- | -- | -- | ---- | ---- | ---- | ---- | --- | --- | --- | --- | --- |
| 2023-2024 | Monaco   | 6  | 2  | 10,0 | 25,0 | 50,0 | 100  | 1,2 | 0,8 | 0,5 | 0,2 | 1,2 |
| 2024-2025 | Monaco   | 23 | 6  | 11,6 | 44,4 | 38,1 | 73,3 | 2,3 | 0,4 | 1,0 | 0,3 | 2,2 |
| Carriera  | Carriera | 29 | 8  | 11,2 | 40,9 | 39,1 | 76,5 | 2,0 | 0,5 | 0,9 | 0,3 | 2,0 |

## Palmarès
- Campionato francese: 2

Le Mans: 2017-2018
Monaco: 2023-2024